# Trevor Howard
Trevor Howard (29 de setembro de 1913 — 7 de janeiro de 1988) foi um ator britânico nascido na Inglaterra.

## Biografia
Filho de pai inglês, corretor de seguros da Lloyds of London, e de mãe canadense, Howard passou parte da infância no Ceilão, no Canadá e na Califórnia. Aos 4 anos estreou no cinema com o filme Suds, ao lado de Mary Pickford.
Retornando ao país natal, terminou os estudos em Clifton. Influenciado pelo amigo Michael Redgrave, posteriormente também ator e pai de Vanessa Redgrave, Howards se decidiu pela carreira cinematográfica, ingressando na escola de arte dramática da Royal Academy, contrariando o desejo dos pais, que o queriam na carreira naval.
Em 1934, participou de uma peça, interrompendo a carreira teatral devido sua participação na Segunda Guerra Mundial. Engajado na 6ª Divisão Aérea, foi gravemente ferido durante uma operação de paraquedistas na Sicília, e em 1943 retornou à vida civil, para se dedicar ao cinema. Em 1941, casou com a artista Helen Cherry.

## Carreira
Começou a carreira cinematográfica em 1943, com o filme The Way Ahead, de Carol Reed. A partir de 1945 interpretou vários papéis, frequentemente de homem duro e cruel. Fã da obra de Shakespeare, fez muito teatro na Inglaterra, o que o impediu de assinar um contrato de sete anos com Hollywood, perdendo a chance de viver o personagem Júlio César no filme Cleópatra, ao lado de Elizabeth Taylor.
Em 1959 ganhou o prêmio de melhor actor da Academia Britânica de Cinema por sua interpretação em The Key (1958), onde teve como parceira a atriz italiana Sophia Loren. Em 1961 foi indicado ao Oscar na categoria de melhor ator por sua atuação em Sons and Lovers (1960).

## Filmografia

### Cinema
- Suds (1920) – de Jack Dillon
- The Way Ahead (1944) – de Carol Reed
- The Way to the Stars (1945) (br: “O Caminho das Estrelas”) – de Anthony Asquith
- Brief Encounter (1945) (br: “Desencanto”) – de David Lean
- I See a Dark Stranger (1946) (br: “Marcado Pelo Destino”) – de Frank Launder
- Green For Danger (1946) (br: “Verde Passional”) – de Sidney Gilliat
- So Well Remembered (1947) (br: “Aquele Dia Inesquecível”) – de Edward Dmytrick
- They Made me a Fugitive/ I Became a Criminal (1947) (br: “Nas Garras da Fatalidade”) – de Alberto Cavalcanti
- The Third Man (1949) (br: “O Terceiro Homem”)
- The Passionate Friends (1949) (br: “A História de Uma Mulher”) – de Carol Reed
- The Golden Salamander (1950) (br: “A Salamandra de Ouro”) – de Ronald Neame
- Odette (1950)
- The Clouded Yellow (1951) (br: “Nuvens de Desespero”) – de Ralph Thomas
- Outcast of the Islands (1952) (br: “O Pária das Ilhas”) – de Carol Reed
- Lady Godiva Rides Again (1951) – de Frank Launder
- The Heart of the Matter (1953) – de George O’Farrell
- The Gift Horse (1952) – de Compton Bennett
- The Stranger’s Hand ou La Manno Dello Straniero (1953) – de Mario Soldatti
- Les Amants du Tage (1955) (br: “Os Amantes do Tejo”) – de Henri Verneuil
- The Cockleshell Heroes (1955) (br: “Os Sobreviventes”) – de José Ferrer
- Run for the Sun (1956) (br: “Dois Destinos se Encontram”) – de Roy Boylting
- Around the World in Eighty Days (1956) (br: “A Volta ao Mundo em Oitenta Dias”) – de Michael Anderson
- Interpol (1957) (br: “Perseguição Sem Tréguas”) – de John Gilling
- Manuela (1957) (br: “A Clandestina”) – de Guy Hamilton
- The Key (1958) (br: “A Chave”) – de Carol Reed
- The Roots of Heaven (1958) (br: “Raízes do Céu”)
- Moment of Danger (1959) (br: “Málaga, África de Fogo”) – de Lazlo Benedek
- Sons and Lovers (1960) (br: “Filhos e Amantes”) – de Jack Cardiff
- The Lion (1962) (br: “O Leão”) – de Jack Cardiff
- Mutiny on the Bounty (1962) (br: “O Grande Motim”) – de Lewis Milestone
- Man in the Middle (1963) (br: “As Duas Faces da Lei”) – de Guy Hamilton
- Father Goose (1964) (br: “Papai Ganso”) – de Ralph Nelson
- Von Ryan's Express (1965) (br: O Expresso de Von Ryan) – de Mark Robson
- Operation Crossbow (1965) (br: “Operação Crossbow”) – de Michael Anderson
- Morituri (1965) (br: “Morituri”) – de Bernhard Wicki
- The Liquidator (1965) (br: “Assassino de Encomenda”) – de Jack Cardiff
- Triple Cross (1966) (br: “Espionagem Internacional”) – de Terence Young
- The Poppy is Also a Flower (1966) (br: “O Ópio Também é uma Flor”) – de Terence Young
- The Long Duel (1967) (br: “Os Turbantes Vermelhos”) – de Ken Annakin
- Pretty Polly (1967)
- The Charge of the Light Brigade (1968) (br: “A Carga da Brigada Vermelha”) – de Tony Richardson
- Twinky (1969) – de Richard Donner
- The Battle of Britain (1969) (br: “A Batalha da Grã-Bretanha”) – de Guy Hamilton
- Ryan's Daughter (1970) (br: “A Filha de Ryan”) – de David Lean
- The Night Visitor (1970) (br: “O Visitante Noturno”) – de Lazlo Benedek
- Catch me a Spy (1971) (br: “Como Agarrar um Espião”) – de Dick Clement
- Kidnapped (1971) – de Delbert Mann
- Mary, Queen of Scots (1972) (br: “Mary Stuart, Rainha da Escócia”) – de Charles Jarrot
- Pope Joan (1972) (br: “Joana, a Mulher que foi Papa”) – de Michael Anderson
- Ludwig (1972) (br: “Ludwig, Paixão de um Rei”) – de Luchino Visconti
- The Offence (1972) (br: “Até os Deuses Erram”) – de Sidney Lumet
- Craze (1973) (br: “Quando o Sexo é Loucura”) – de Freddie Francis
- Who (1973) – de Jack Gold
- Persecution (1974) – de Don Chaffey
- 11, Harrowhouse (1974) (br: “A Casa dos Brilhantes”) – de Aram Avakian
- Hennessy (1974) (br: “O Dia Fatal”) – de Don Sharp
- The Catholics (1975)
- Conduct Unbecoming (1975) – de Michael Anderson
- The Bawdy Adventures of Tom Jones (1975) (br: “A Vida Pitoresca de Tom Jones”) – de Cliff Owen
- Der Flusternde Tod (1975) – de Jurgen Goslar
- Elisa Fraser (1976) – de Tim Burstall
- Aces Hight (1976) – de Jack Gold
- Sklavenjager (1976) – de Jurgen Goslar
- The Last Remake of Beau Geste (1977) (br: “A Mais Louca de Todas as Aventuras de Beau Geste”) – de Marty Feldman
- Superman (1978) (br: “Superman, o Filme”) – de Richard Donner
- Stevie (1978) – de Robert Enders
- Meteor (1979) (br: “Meteoro”) – de Ronald Neame
- Hurricane (1979) – de Jan Troell
- Sir Henry at Rawlinson End (1980) – de Steve Roberts
- The Sea Wolves (1980) – de Andrew McLaglen
- Windwalker (1980) – de Keith Merril
- Arc of Triumph (1980) – de Daniel Mann, filme inacabado
- Les Années Lumière ou Light Years Away (1981) – de Alain Tanner
- The Missionary (1982) – de Richard Loncraine
- Gandhi (1982) (br: “Gandhi”) – de Richard Attenborough
- Flashpoint, Africa (1984) – de Francis Megahy
- Dust (1984) – de Marion Hansel
- Sword of the Valiant: The Legend of Sir Gawain and the Green Knight (1984)
- Foreign Body (1986) – de Ronald Neame
- Time After Time (1986)
- White Mischief (1987) – de Michael Radford
- The Unholy (1988) – de Camilo Vila
- The Dawning (1988)

### Curta-metragem
- April in Portugal (1955) – curta-metragem

### Televisão
- The Hiding Place (1960)
- A Doll’s House (1973) (br: “Casa de Bonecas”) – de Joseph Losey (TV)
- O Conde de Monte Cristo (1975)
- The Shillingbury Blowers (1979)
- Staying On (1980)
- Inside the Third Reich (1982)
- Shaka Zulu (1986)